# 堀越みく
堀越 みく（ほりこし みく、1979年2月12日 - ）は、日本の元AV女優。
神奈川県出身。血液型:A型。身長:154cm。スリーサイズ:B80・W58・H83。

## 略歴・人物
2000年12月にAVデビュー。
2002年に引退。

## 出演作品

### アダルトビデオ
- PINKパニック （2000年12月10日、宇宙企画） ※デビュー作
- めちゃ2イかせて （2001年1月16日、宇宙企画）
- MiKu 完全 堀越みく 大特集 （2002年11月15日、MOODYZ）
- 彼氏になってチョ （2002年12月1日、MOODYZ）

他